# کشنژومیژ-کولونگا
کشنژومیژ-کولونگا (به لهستانی:  Księżomierz-Kolonia) یک روستا در لهستان است که در گمینا گوشچیرادوو واقع شده‌است. کشنژومیژ-کولونگا  ۱٬۴۰۰ نفر جمعیت دارد.